# Dilema constructivo
Dilema constructivo es una regla de inferencia válida de lógica proposicional. Es una inferencia que dice que si P implica Q; y R implica S; y, o bien P o R es verdadero; entonces Q o S debe ser verdadero. En suma, si dos condicionales son verdaderos, y al menos uno de sus antecedentes es verdadero, entonces alguno de sus consecuentes debe de ser verdadero.  
El dilema constructivo es la versión disyuntiva del modus ponens, mientras que el dilema destructivo es la versión disyuntiva del modus tollens. 
El dilema constructivo puede escribirse formalmente como:
{\displaystyle {\begin{array}{cl}&P\to Q\\&R\to S\\&P\lor R\\\hline \therefore &Q\lor S\\\end{array}}}
donde la regla es que cuando aparezcan las instancias "{\displaystyle P\to Q}", "{\displaystyle R\to S}", y "{\displaystyle P\lor R}" en una línea de alguna demostración, se puede colocar "{\displaystyle Q\lor S}" en una línea posterior.
Un ejemplo de dilema constructivo en lenguaje natural es:
Si gano un millón de pesos, lo voy a donar a un orfanato.
Si mi amigo gana un millón de euros, lo va a donar a un hogar de ancianos.
O voy a ganar un millón de pesos, o mi amigo ganará un millón de euros.
Por lo tanto, o un orfanato ganará un millón de pesos, o un asilo ganará un millón de euros.
El dilema constructivo se llama así por la transferencia de operandos disyuntivos que ocurre.

## Notación formal
La regla de dilema constructivo puede escribirse en la notación subsiguiente:
{\displaystyle (P\to Q),(R\to S),(P\lor R)\vdash (Q\lor S)}
donde {\displaystyle \vdash } es un símbolo metalógico que significa que {\displaystyle Q\lor S} es una consecuencia sintáctica de {\displaystyle P\to Q}, {\displaystyle R\to S}, y {\displaystyle Q\lor S} en algún sistema lógico;
y expresado como una tautología verdad-funcional o teorema de la lógica proposicional:
{\displaystyle (((P\to Q)\land (R\to S))\land (P\lor R))\to (Q\lor S)}
donde {\displaystyle P}, {\displaystyle Q}, {\displaystyle R} y {\displaystyle S} son proposiciones expresadas en algún sistema formal.

## Variación en español
Si P entonces Q.
Si R entonces S.
P o R.
Por lo tanto, Q o S.